# Рыбоядные хомяки
Рыбоядные хомяки  (Ichthyomys) — это род специализированных хомяков из подсемейства Sigmodontinae, обитающих в северной части Южной Америки. Он включают пять видов.
По форме и размеру рыбоядные хомяки напоминают обычных крыс (Rattus). Длина их тела составляет от 11 до 21 сантиметра, плюс хвост длиной 15 до 19 сантиметров. Вес самого крупного вида, I. tweedii около 120 граммов. Мех щетинистый и грубый, сверху оливково-коричневый, серый или черный, а снизу белый. Тело обтекаемое и приплюснутое. Широкие задние лапы с межпальцевыми перепонками. Глаза и уши маленькие и почти скрыты густым мехом.
Эти зверьки в основном обитают в северной части Южной Америки, их ареал простираются от Панамы до Колумбии и Венесуэлы, а также от Эквадора и Перу. Их места обитания - реки и ручьи, а также болота на высоте от 600 до 2800 метров от уровня моря.
Обычно они проводят день под камнями. А в ночное время они ищут пищу в воде, выслеживают её с помощью вибрис, хватают передними лапами и убивают острыми резцами. Несмотря на название, их диета состоит, в основном, из насекомых и ракообразных, а мелкая рыба бывает добычей только крупных особей.
Выделяют пять типов:
- Рыбоядный хомяк (Ichthyomys hydrobates)[1] обитает в западной Венесуэле, Колумбии и северном Эквадоре.
- Ichthyomys pinei был описан в 2020 г. и встречается в Андах Эквадора[2].
- Хомяк Питтиера (Ichthyomys pittieri)[1] встречается только на севере Венесуэлы. Вид назван в честь швейцарского естествоиспытателя Анри Питтье и считается находящимся под угрозой исчезновения (уязвимым) согласно терминологии МСОП.
- Хомяк Штольцмана (Ichthyomys stolzmanni)[1] обитает в восточном Эквадоре и Перу.
- Ichthyomys tweedii обитает в Панаме и Эквадоре.